# Henryk Reizes
Henryk Reizes (ur. 1878 we Lwowie, zm. 8 listopada 1931 w Wiedniu) – żydowski radny miejski Lwowa, działacz społeczny, poseł austriackiej Rady Państwa XII kadencji, poseł na Sejm Ustawodawczy i Sejm I kadencji II Rzeczypospolitej.

## Życiorys
Urodził się we Lwowie. Wydawał i redagował „Przegląd Poniedziałkowy” we Lwowie. Sprawował mandat radnego w tym mieście. W latach 1911 został wybrany jako poseł ze Lwowa na miejsce Ernesta Breitera do Rady Państwa w Wiedniu. W lipcu 1917 wybrano go na członka komisji konstytucyjnej. W 1918 wszedł w skład Żydowskiej Rady Narodowej we Lwowie. W 1919 jako były poseł austriackiej Rady Państwa wszedł w skład Sejmu Ustawodawczego ze względu na niemożliwość przeprowadzenie wyborów w Galicji Wschodniej ze względu na działania wojenne w działalności Sejmu udziału jednak nie wziął. W 1922 został wybrany z okręgu 35 (województwo tarnopolskie) posłem Sejmu I kadencji z listy nr 17 Komitetu Zjednoczonych Stronnictw Narodowo-Żydowskich. W Sejmie był członkiem Koła Żydowskiego, ale nie należał do organizacji syjonistycznej. W 1923 protestował wraz z Michałem Ringelem przeciwko wnioskowi Komisji Oświatowej w sprawie zasady numerus clausus W 1925 zanotowany został jako poseł bezpartyjny Z powodu choroby serca wycofał się z polityki i wyjechał do Wiednia gdzie przebywał w jednym z sanatoriów.